# 大台南公車111路
大台南公車111路（台灣好行臺南小港機場線、又稱小港機場快線、台南-小港機場快線）為大台南公車第117條路線，亦為全市第1條機場快線公車，由漢程客運取得營運權。本路線以小西門為起點，高雄國際航空站為訖點，且行經臺南轉運站、香格里拉飯店及巴克禮公園（台糖長榮酒店），可提升自由行旅客往返台南市區與小港機場的便利性。於2020年1月15日正式通車。

## 歷史
- 2019年12月26日：於台南市政府舉行啟航預告記者會。
- 2020年1月15日：正式上路營運，行駛各8往返班次。[3]
- 2020年3月14日：因應COVID-19疫情影響國際航班大減，暫時取消小西門3:30、5:00、17:30、21:30及高雄國際航空站5:00、7:00、19:30、23:30發車班次。待疫情穩定航班陸續復飛後，再恢復正常班次行駛。[4]
- 2020年4月1日：因應疫情影響，國外入境之國人皆須居家檢疫14天，導致機場快線載客量驟減，台南市政府宣布暫時停駛。[5]
- 2024年8月1日：恢復營運，復駛雙向各4往返班次。
- 2025年1月1日：原「小西門（大億麗緻）」站更名為「小西門（西門路）」。
- 2025年1月1日：新增「台灣好行臺南小港機場線」名稱。
- 2025年7月1日：部分班次繞駛「中華東路、平實三街口」招呼站，新增「臺南航空站（奇美幸福工廠）」招呼站。

## 路線基本資料
- 全程行車里程數：約63公里。
- 全程行車時間：約90~120分。
- 行經行政區域：臺南市中西區、北區、東區以及高雄市的小港區。
- 主要行駛道路：西門路、公園路、大學路、林森路、台1線、台86線、國道一號、台17線。

### 收費
- 單程全票300元、優惠票150元（優惠票限中華民國國民並符合相關條件者購買），來回票540元。
- 本路線不享有大台南公車8公里區間免費及任何轉乘優惠，不支援TPASS行政院通勤月票任一方案乘車。
- 當日欲乘車者請於前一日19:00前至臺南輕鬆遊 （页面存档备份，存于）網路刷卡購票。
- 現場臨時乘車者如車上有空位可投現金上車，暫不支援電子票證乘車。

### 路線
- 參見右側路線圖。
- 往高雄國際航空站方向：臺南市境內僅准上車、不准下車。
- 往小西門（西門路）方向：臺南市境內僅准下車、不准上車。

### 配車
- 2016年 1輛MITSUBISHI FUSO RM11FN2XC大復康巴士：KKA-7815
- 2019年 1輛Mercedes-Benz O500遊覽車：KKB-7552

### 過往配車
- 2010年 5輛Daewoo FX116：KKA-7727~KKA-7728、KKA-7731~KKA-7733(已淘汰)

## 外部連結
- 漢程客運111路 （页面存档备份，存于）（繁體中文）
- 大台南公車網頁-111機場快線（繁體中文）
- 大台南公車 （页面存档备份，存于）（繁體中文）